# Coche cama

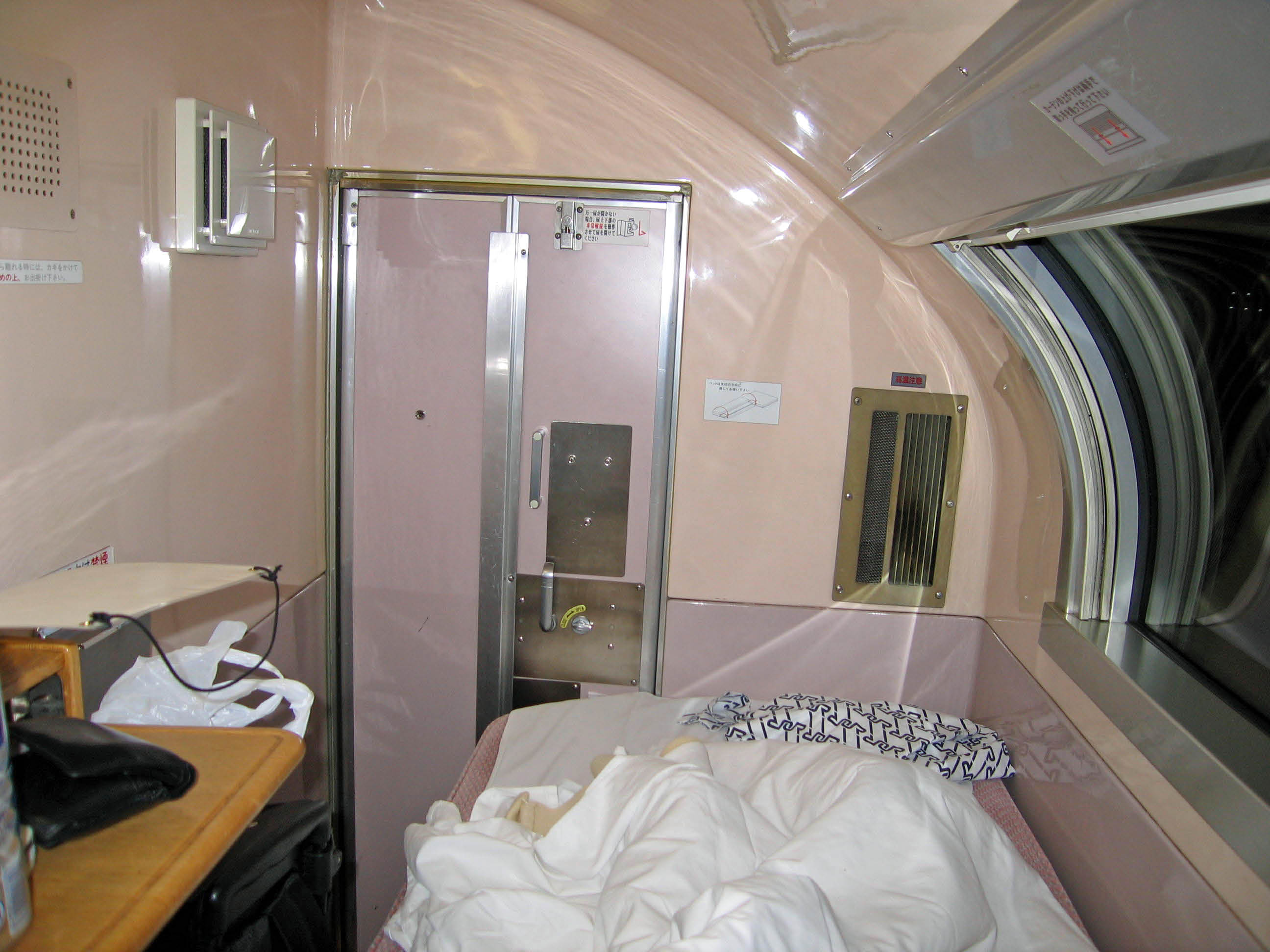
Coche cama japonés con habitaciones privadas.

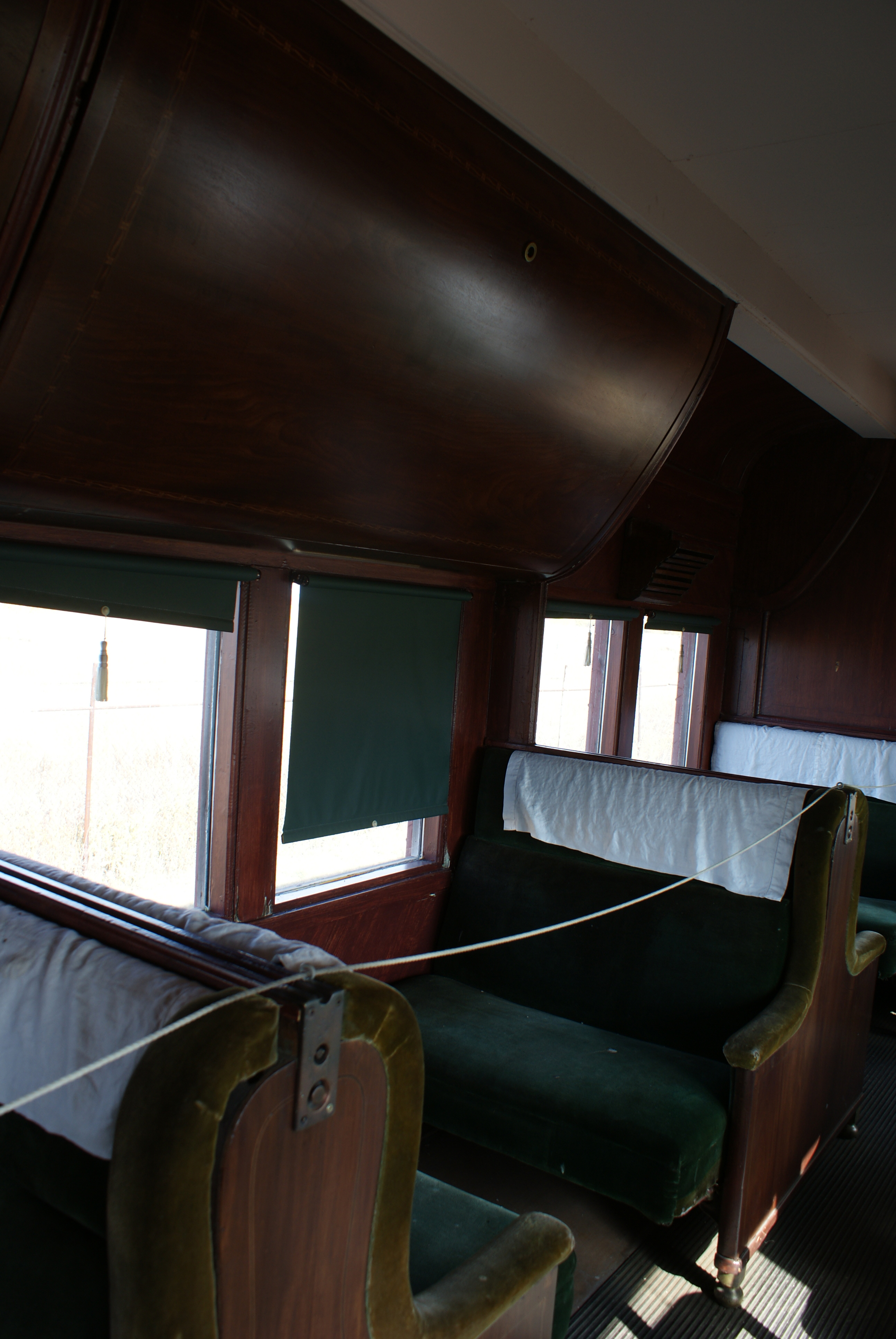
Interior de un coche cama norteamericano de los años veinte fabricado por Pullman.

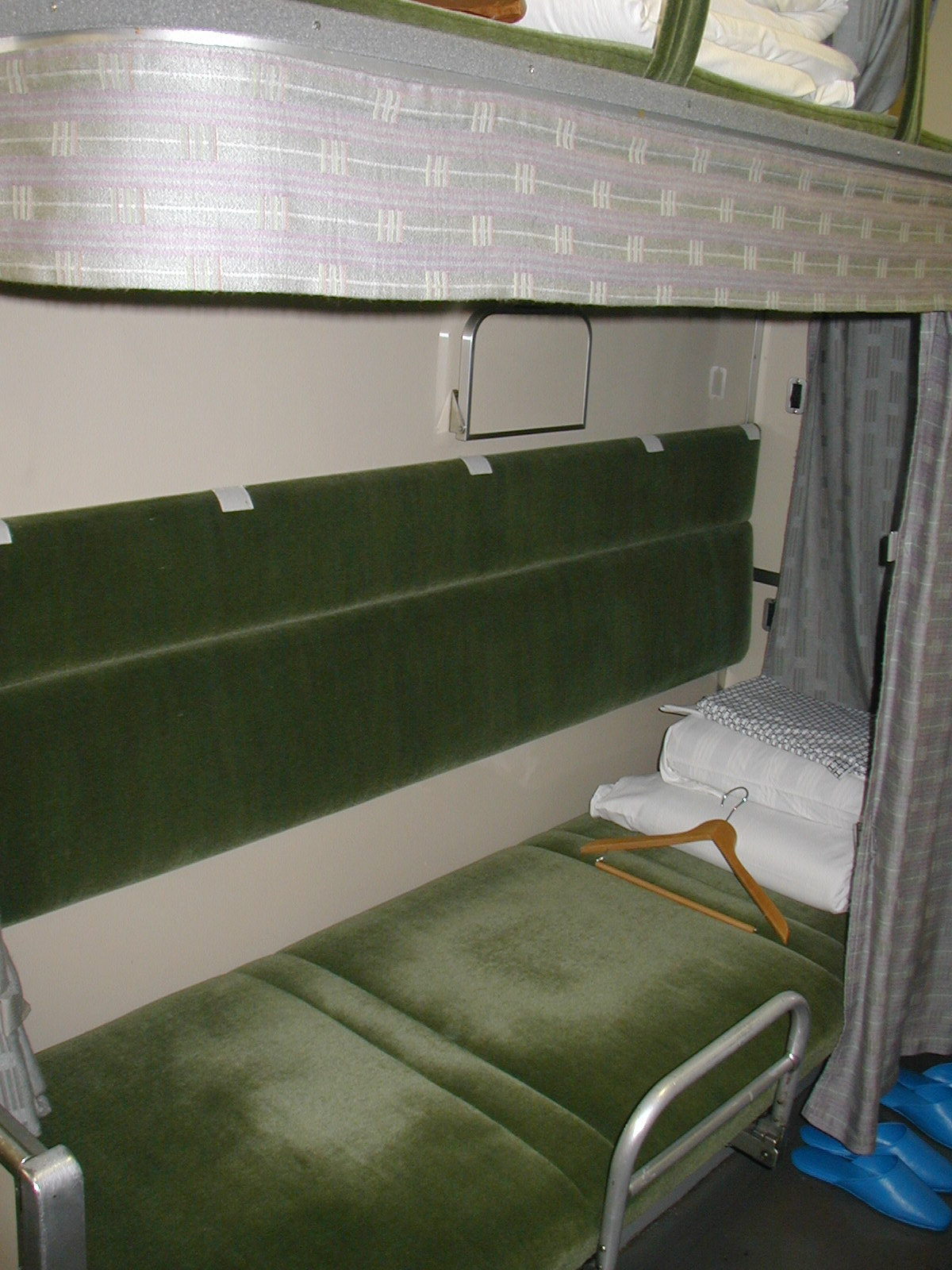
Coche cama japonés para segunda clase. Véase la cama superior abatida para ofrecer acomodamiento de día.

Un coche cama o coche-cama (también conocido por el galicismo wagon-lit) es un coche de pasajeros que es capaz de acomodar a todos sus pasajeros en algún tipo de cama, con el propósito principal de realizar viajes en trenes nocturnos con mayor comodidad. El primero de estos vagones fue usado muy esporádicamente en los ferrocarriles americanos en los años 1830, y podía ser configurado como un vagón de viajeros estándar durante el día. Algunas de las unidades más lujosas tienen incluso habitaciones privadas, lo que significa que son compartimentos sólidamente cerrados que no pueden ser compartidos con extraños.

## Tipos
Existen diferentes distribuciones interiores. La mayoría están distribuidos en compartimentos, cada uno de los cuales tiene varias camas.
El tipo de coche cama más básico es el coche literas. Cada compartimento está hecho para cuatro o seis personas, que equipan banquetas para sentar a las personas de día y dos literas de dos o hasta tres niveles, sin privacidad, para la noche. En China existen, además de coches de cama blanda, coches de cama dura, que consisten en varias literas fijas en un espacio público que no pueden convertirse en bancos.
Los coches cama que no se denominan «literas» suelen ser de mayor calidad, con más espacio y más comodidad.

## Historia (América)
La Cumberland Valley Railroad fue pionera en ofrecer el servicio del coche cama hacia la primavera de 1839, con un coche apodado "Chambersburg", entre las localidades de Chambersburg y Harrisburg, Pensilvania. Un par de años más tarde un segundo coche, el "Carlisle", fue puesto en servicio.

El hombre que consiguió hacer rentable el negocio de los coches cama en los Estados Unidos fue George Pullman, quien comenzó a construir un lujoso coche cama llamado Pioneer en 1865. La Pullman Company, fundada como la Pullman Palace Car Company hacia 1867, poseyó y operó la mayoría de los coches cama hasta mediados del siglo XX, al conectarlos a trenes de pasajeros que circulaban por las vías; pero también hubo algunos que, aun siendo propiedad de otras compañías, eran ofrecidos por Pullman. Durante la época dorada del ferrocarril de viajeros en Estados Unidos, existieron varios trenes consistentes enteramente en coches Pullman, incluyendo el 20th Century Limited, que funcionaba en la New York Central Railroad, el Broadway Limited de la Pennsylvania Railroad, el Panama Limited de la Illinois Central Railroad y el Super Chief de la Atchison, Topeka and Santa Fe Railway.
Los coches Pullman estaban normalmente pintados de "Pullman green", un color verde oscuro, aunque algunos otros recibieron los colores de la compañía que los usaba, como el rojo toscano del Pennsylvania Railroad (PRR). Los coches tenían nombres individuales, pero no mostraban una numeración visible. Hacia los años 1920 Pullman Company dio una serie de pasos de reestructuración, lo que resultó en que la compañía matriz, Pullman Incorporated, dominara Pullman Company y Pullman-Standard Car Manufacturing Company. En 1947, como consecuencia de un veredicto a favor del derecho de la competencia, un consorcio ferroviario compró Pullman Company, y desde entonces poseen y operan estos coches cama. Pullman-Standard continuó la fabricación de coches cama y otras clases de vagones hasta 1980. La evolución en la construcción de los coches cama Pullman se desarrolló notablemente a partir de los años 30. A mediados de dicha época se introdujo aire acondicionado en todos los vagones de nueva construcción que funcionaba con amoníaco como refrigerante, para lo que disponían de depósitos en el bastidor. A finales de la década de los 30, se sustituyó el techo con linternón y los bogies característicos de tres ejes cada uno por una flota de vagones Streamlined. La moda del Streamlined (aerodinamizar) y el art-decó influyó notablemente en los nuevos vagones que se crearon para satisfacer las nuevas exigencias en los grandes trenes de lujo norteamericanos. Los bogies de dos ruedas cada uno sustituyeron a los de tres, como consecuencia de la reducción de la carga por eje, al usar nuevos materiales y métodos de construcción. A menudo los vagones iban pintados a juego con las máquinas, que sufrieron la moda del "carenado aerodinámico". Los vagones se usaban en trenes de superlujo como el "Broadway Limited" del Penssylvania Railroad (PRR), el "20th Century Limited" del New York Central (NYC) rival del PRR, los trenes "Hiawatha" del Milwaukee Road, los "Super Chief" del SANTA FE o los "City" del Union Pacific, como el City of San Francisco, el City of Portland... Pullman no solo se limitaba a construir coches cama de lujo para compañías, sino que proporcionaba el resto del tren con coches restaurante, coches salón, coches observación, que se podían repetir tantas veces como quisieran en el tren. Los interiores se diseñaban convenientemente por célebres diseñadores industriales de la época que a menudo, diseñaban la carrocería aerodinámica de las máquinas y el esquema de pinturas de todo el tren.
Los FF.CC. Nacionales de México también tuvieron coches como los ferrocarriles en los UUEE. Hubo diferentes acomodaciones: gabinetes (más grandes), compartimientos, alcobas, camarines y secciones abiertas.

## Servicios
En muchas redes ferroviarias se mantiene actualmente el servicio con coches cama:
- En Europa los Nightjet de la Ferrocarriles Federales Austríacos (ÖBB) son la mayer red de trenes nocturnos en Europa en 2025, que de momento no llega al territorio de España.
- En los Estados Unidos a día de hoy, todos los servicios programados de coche cama son ofrecidos por Amtrak. Amtrak ofrece coches cama en la mayoría de sus trenes nocturnos, haciendo uso de coches con compartimentos privados exclusivamente.
- En Canadá, todos los trenes nocturnos programados son ofrecidos por VIA Rail Canada, usando una mezcla de coches de reciente construcción y otros modificados de mediados del siglo XX; los más recientes tienen compartimentos privados y compartidos.

### Antiguos
- En España los trenes nocturnos de las compañías Renfe y Elipsos utilizaban mayoritariamente ramas Talgo que disponían de diferentes tipos de camas y literas, en un servicio denominado Trenhotel. Los trenes que empleaban coches cama convencionales eran denominados Estrella.
- En Francia los trenes nocturnos compuestos por coches cama se denominaban Corail Lunéa. Disponían de departamentos de 4 camas o 6 literas. También circulaban por territorio francés trenes nocturnos extranjeros, como los de Elipsos.